# Талара
Тала́ра (исп. Talara) — город на северо-западе Перу.
Административный центр провинции Талара, региона Пьюра. Население 103,2 тыс. человек (2005).
Расположен около мыса Париньяс — самой западной точки материка Южная Америка. Важный порт на Тихом океане. Центр нефтедобычи и нефтепереработки (промышленная добыча с 1914 года). Пищевая промышленность. Аэропорт Cap. FAP Victor Montes Arias International Airport.
К юго-западу от Талары находится первая нефтяная скважина Перу (1850).
Благодаря большим запасам нефти и налаженному производству авиационного топлива, Талара использовалась авиацией США в качестве авиабазы во время Второй мировой войны.